# Chavroches
Chavroches – miejscowość i gmina we Francji, w regionie Owernia-Rodan-Alpy, w departamencie Allier.

## Demografia
Według danych na rok 1990 gminę zamieszkiwało 270 osób, a gęstość zaludnienia wynosiła 27 osób/km². W styczniu 2015 r. Chavroches zamieszkiwały 262 osoby, przy gęstości zaludnienia wynoszącej 26,3 osób/km².